# Halve storakse og halve lilleakse
Den halve storakse er et matematisk udtryk for den halve del af den største diameter i en ellipse. Begrebet benyttes intensivt i astronomi i forbindelse med baneberegninger af planeter og andre himmellegemer. Den halve storakse benævnes ofte i astronomisk litteratur med bogstavet; a.
Vinkelret på storaksen står halve lilleakse, der tilsvarende er den halve del af den korteste afstand i ellipsen. Den halve lilleakse benævnes ofte i astronomisk litteratur med bogstavet; b.
| Astronomi | Spire Denne artikel om astronomi er en spire som bør udbygges. Du er velkommen til at hjælpe Wikipedia ved at udvide den. |